# 보홀주
보홀주(영어: Province of Bohol)는 필리핀 중앙비사야스 지방에 속한 주이다. 본섬과 75개의 작은 섬들로 구성되어 있다. 보홀에서 사는 사람들은 보홀라노족이라고 한다. 주도는 보홀에서 가장 큰 도시인 타그빌라란이다. 보홀의 인구는 1,313,560명(2015년 기준)이고, 면적은 4,820.95 km2이며 해안선 길이는 261 km로, 필리핀에서 10번째로 큰 섬이다.
보홀섬을 관할한다. 서쪽으로는 세부주, 북동쪽으로는 레이테주, 동쪽으로는 남레이테주, 남서쪽으로는 시키호르주와 접하며 남쪽으로는 보홀해를 경계로 민다나오섬과 접한다.
보홀은 3개의 의회 선거구로 나누어진 1등급 지방으로, 1개의 부속 도시와 47개의 지방자치단체를 포함하고 있다. 또한 1,109개의 바랑가이로 구성된다.
보홀은 해변과 리조트로 유명한 인기 있는 관광지이다. 가장 유명한 육상 관광지로는 초콜릿 힐이 있다. 초콜릿 힐은 갈색 석회암 더미로 이루어진 여러 언덕이다. 관광객들은 가장 높은 지점에 올라가거나 초경량 비행기를 이용해 공중에서 이를 볼 수 있다. 타그빌라란에서 남서쪽에 위치한 팡라오섬은 다이빙 명소로 유명하며, 세계 최고의 다이빙 장소 10곳에 자주 포함된다. 수많은 관광 리조트와 다이빙 센터가 남부 해변에 위치해 있다. 안경원숭이는 세계에서 가장 작은 영장류 중 하나로, 보홀 섬의 토착 동물이다.
보홀은 필리핀 제8대 대통령인 카를로스 P. 가르시아의 고향이다. 그는 보홀의 탈리본에서 태어났다.
2013년 10월 15일, 보홀은 규모 7.2의 강진에 의해 큰 피해를 입었다. 진원의 위치는 사그바얀에서 남쪽으로 6km(3.7 마일)였으며, 이 지진은 남부 세부 지역에도 영향을 미쳤다. 이 지진으로 222명이 사망하고 374명이 부상을 입었으며, 보홀의 여러 역사적 교회들이 파괴되거나 손상되었다.
2023년, 보홀 섬은 필리핀에서 처음으로 유네스코 글로벌 지질공원으로 지정되었다.

## 어원
'보홀'이라는 이름은 섬에 많이 자라는 나무를 지역의 언어로 '보올'이라 부르는데에서 기원했다.나와틀어와 비슷하게 가운데 'ㅎ' 발음은 필리핀의 언어에서 흔히 사용되는 음소인 성문 파열음으로 발음해야한다.

## 대표 시설

### 공항

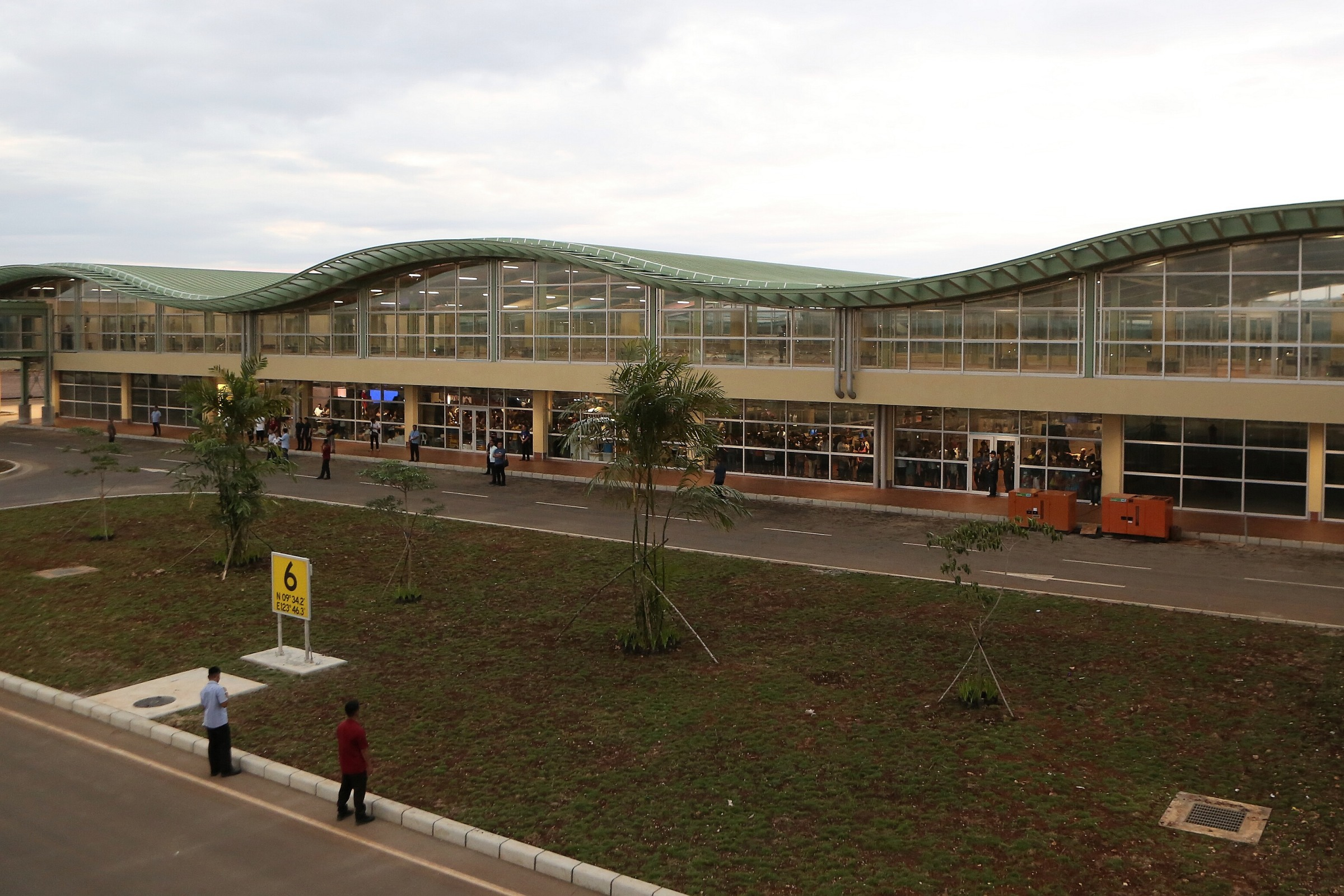
보홀 팡라오 국제공항의 외관.

보홀주의 주요 공항은 팡라오 섬에 위치한 보홀 팡라오 국제공항이다. 이 공항은 2018년 11월 타그빌라란 공항을 대체하기 위해 팡라오에 세워졌으며, 항공 여행객들에게 보홀 본섬을 연결하는 관문 역할을 한다. 이 공항은 필리핀 민간항공청(Civil Aviation Authority of the Philippines)에 의해 국제공항으로 공식 분류된다. 보홀과 인천 국제공항을 연결하는 직항편은 2017년 6월 22일에 개설되었다. 이전에는 청두-보홀 항공편이 운항되었으나, 2020년 팬데믹으로 인해 중단되었다.

### 항구
투비곤 항구는 보홀의 작은 항구들 중 가장 분주한 곳이다. 세부-보홀 노선에서 하루 10편 이상의 왕복 항로를 운영하고 있으며, 쾌속선과 RORO선을 모두 지원한다. 루온의 카타그바칸 항구는 세부의 아르가오와 시봉가를 연결하는 RORO선을 지원한다. 자그나 항구는 보홀과 오폴, 카가얀 데 오로, 카미긴(발바곤과 베노니), 나시핏을 연결하는 항로를 제공하며, 마찬가지로 RORO선을 운항한다.
우바이 항구는 보홀에서 동비사야 지역으로 향하는 관문으로, 바토, 힐롱고스, 마아신시티로의 왕복 항로를 제공하며, 세부시티로 가는 하루 왕복 항로도 제공한다. 우바이의 두 번째 항구인 타팔 선착장은 타팔 바랑가이에 위치하며, 대통령 카를로스 P. 가르시아-보홀 본섬 간의 일일 항로를 취급한다.
부에나비스타, 클라린, 게타페, 탈리본 항구도 세부와의 일일 왕복 항로를 제공하며, 바클라이온, 부에나우니다, 대통령 카를로스 P. 가르시아와 같은 상업적인 승객용 항구도 알려져 있다.

## 인구
| 연도                                  | 인구      | ±% p.a. |
| ------------------------------------- | --------- | ------- |
| 1903                                  | 269,223   | —       |
| 1918                                  | 358,387   | +1.93%  |
| 1939                                  | 491,608   | +1.52%  |
| 1948                                  | 553,407   | +1.32%  |
| 1960                                  | 592,194   | +0.57%  |
| 1970                                  | 683,297   | +1.44%  |
| 1975                                  | 759,370   | +2.14%  |
| 1980                                  | 806,013   | +1.20%  |
| 1990                                  | 948,403   | +1.64%  |
| 1995                                  | 994,440   | +0.89%  |
| 2000                                  | 1,139,130 | +2.95%  |
| 2007                                  | 1,230,110 | +1.07%  |
| 2010                                  | 1,255,128 | +0.74%  |
| 2015                                  | 1,313,560 | +0.87%  |
| 2020                                  | 1,394,329 | +1.18%  |
| 출처: Philippine Statistics Authority |           |         |

## 같이 보기
- 보홀라노 방언
- 보홀라노족
- 에스카야어